# Barkowcowy system transportowy
Uzasadnienie: dwa ściśle związane ze sobą artykuły, bez rozbicia w innych wersjach językowych

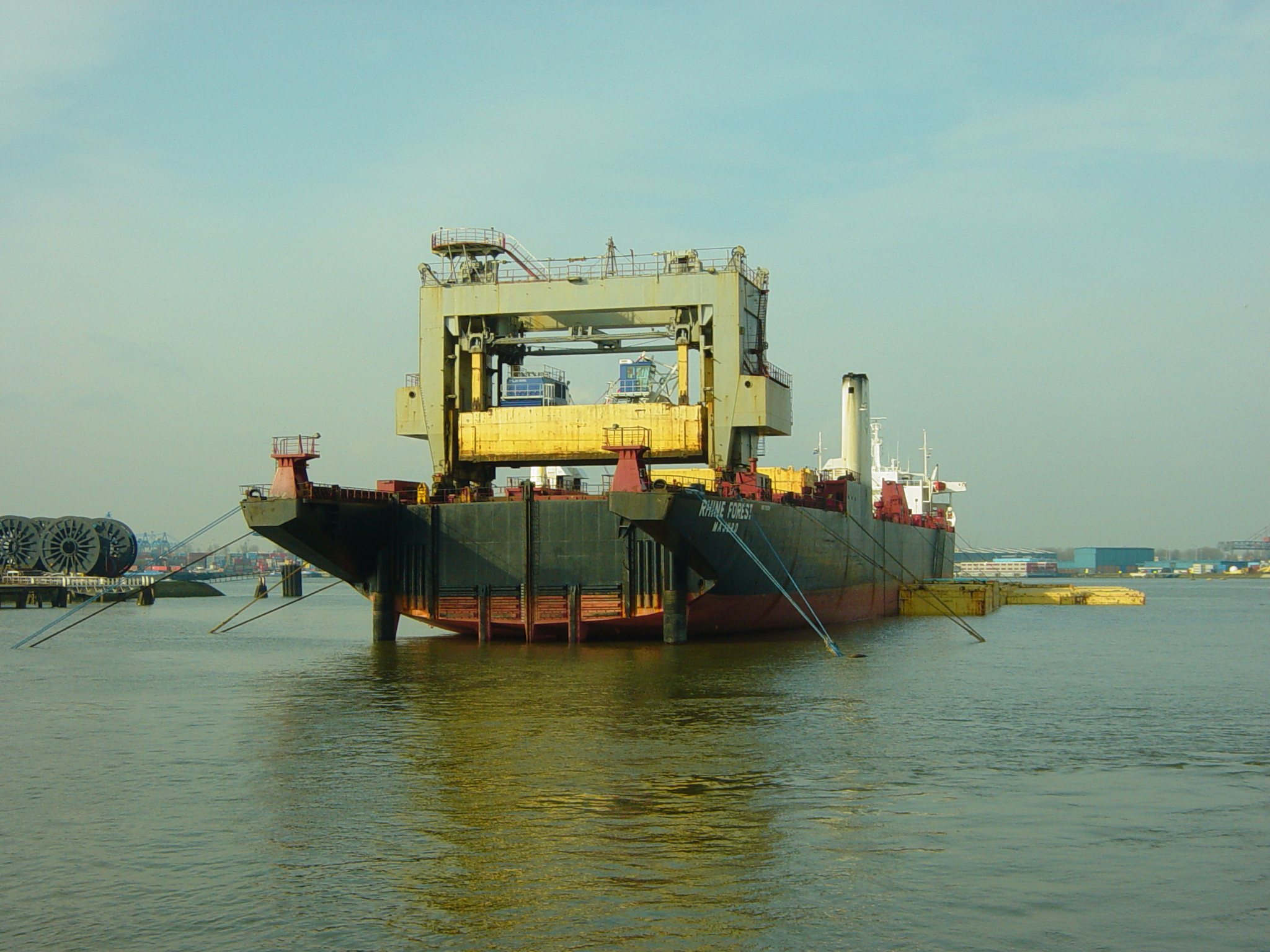
rufa barkowca typu LASH z widocznym występem dla suwnicy. Przy prawej burcie zacumowane żółte barki systemowe.

Barkowcowy system transportowy jest jednym z systemów w transporcie wodnym, polegającym na tym, że jednostkowy pojemnik służący do transportu ładunku stanowi cała barka, która po wyładowaniu ze statku morskiego (za pomocą urządzeń znajdujących się na tym statku) może być przemieszczana bezpośrednio w głąb lądu drogą wodną, bez konieczności przeładunku w porcie morskim. Dzięki ograniczeniu operacji związanych z załadunkiem i rozładunkiem, znacznemu skróceniu ulega czas postoju statku w porcie, a co za tym idzie wielkość opłat portowych.
Schemat działania tego systemu polega na transporcie nadanego w głębi lądu ładunku śródlądową drogą wodną za pomocą barek rzecznych do portu rzeczno-morskiego, następnie umieszczeniu całej barki na specjalnym statku tzw. barkowcu, aby przepłynąć akwen morski, i rozładowaniu w innym porcie rzeczno-morskim, aby dalej śródlądową drogą wodną dostarczyć ładunek do odbiorcy.
W latach 60. XX wieku, kiedy powstawał ten system wiązano z nim wielkie nadzieje i prognozowano, że zdominuje transport morski. Prognozy te jednak nie sprawdziły się. Zasadniczą wadą tego systemu był brak odpowiedniej ilości portów mogących przyjmować takie statki, co wynikało ze ścisłego powiązania portu ze śródlądową drogą wodną. Porty niespełniające tego warunku nie mogły uczestniczyć w tym systemie transportu. Ponadto śródlądowe drogi wodne często nie były przygotowane do obsługi tych barek, ze względu na ich zwiększoną głębokość zanurzenia. Ważnym czynnikiem, który zahamował rozwój tego systemu, było pojawienie się systemu opartego na kontenerach oraz jednostek typu RO-RO.
Planowano aby załadunek, jak i rozładunek barek na barkowiec odbywał się za pomocą trzech głównych systemów:
- System LASH – najbardziej rozpowszechniony; polega na tym, że barka jest podnoszona z wody za pomocą specjalnych urządzeń dźwigowych, które wraz z uniesioną barką poruszają się wzdłuż statku, umieszczając ją w odpowiednim miejscu.
- System SEABEE – charakteryzuje się tym iż, barki wpływają do specjalnego doku, który wraz z barką jest podnoszony na odpowiednią wysokość – pokład barkowca. Na pokładzie barka przemieszczana jest za pomocą odpowiedniej ramy.
- System Float on-Float off – w systemie tym barki wpływają i wypływają bezpośrednio na pokład barkowca bez użycia urządzeń dźwigowych. Barkowce tego typu należą do klasy statków półzanurzalnych lub katamaranowych.

Barki barkowców na wodach śródlądowych przemieszczają się w zestawach pchanych scalonych. Współcześnie system ten nie znajduje szerszego zastosowania.